# استرانز و فرح
استرانز و فرح یک گروه دونفره گیتار است که توسط اردشیر فرح و خورخه استرانز در سال ۱۹۷۹ و در ایالات متحده شکل گرفته است. این گروه به عنوان تلفیقی از موسیقی ملل و فلامنکو توصیف شده است.